# 意味
意味（いみ）とは、次のような概念である。
1. 言葉（単語・用語など）が持っているとする概念のこと。言葉の意味、語の意味、語句の意味、用語の意味、言意、語意、語義などともいう。例えば、「雨」は、音声としては「ア」と「メ」が組み合わさっただけのものであるが、そこには「空から水滴が落ちてくる現象」「空から落ちてくる水滴自体」というような意味が備わっている。
2. ある行動や発言が持つ必要性、もしくはそれが行われた理由のこと。
3. ある物（物体やシステムなど）が存在する必要性や理由のこと。
4. 意味論が対象とするものである「意味」

意味に関しては、多くの研究において問題とされており、例えば、次のような問いがみられる。
- 言語などの手段によるコミュニケーションにおいて意味はどのように伝わるのか。（あるいは伝わらないのか。）
- ある行動や発言における意味はどのように知ることができるのか。